# 191 Kolga
191 Kolga (mednarodno ime je tudi 191 Kolga) je velik in zelo temen asteroid v glavnem asteroidnem pasu. Kaže značilnosti dveh tipov asteroidov (tipa X in tipa C).

## Odkritje
Asteroid Kolgo je odkril nemško–ameriški astronom Christian Heinrich Friedrich Peters (1813 – 1890) 30. septembra 1878 . 
Imenuje se po Kolgi iz nordijske mitologije.

## Lastnosti
Asteroid Kolga obkroži Sonce v 4,93 letih. Njegova tirnica ima izsrednost 0,090, nagnjena pa je za 11,509° proti ekliptiki. Njegov premer je 101,03 km, okoli svoje osi se zavrti v 27,80 h.